# Matheus Bispo
 Matheus Bispo dos Santos (Brasília, 23 de abril de 1996) é um  voleibolista indoor brasileiro, atuante na posição de Central, com marca de 328cm no ataque e 309cm no bloqueio,  e representando a Seleção Brasileira foi semifinalista na edição do Campeonato Mundial Sub-23 de 2017 no Egito.

## Carreira
No período esportivo de 2013 a 2015 representou a categoria infantojuvenil da APCEF/DF.Na jornada 2015-16 transferiu-se para  Vôlei Brasil Kirin/Campinas , além da de atuar na categoria juvenil, através do técnico Alexandre Stanzioni chegou rapidamente ao elenco profissional e disputou a Superliga Brasileira A correspondente conquistando o vice-campeonato.
Na temporada 2016-17 disputou pela Upis/Brasília   a edição da Superliga Brasileira B 2017, ocasião que finalizou na sexta colocação.
Em 2017 foi convocado pelo técnico Giovane Gávio para disputar a edição do Campeonato Mundial Sub-23 em Cairo, no Egito, participando da preparação e do Desafio Internacional Brasil- Argentina, na cidade de Videira ,e venceu os dois amistosos integrantes do referido desafio;vestindo a camisa#21alcançou as semifinais e finalizou na quarta colocação e seu desempenho individual foi premiado nesta edição, integrou a seleção do campeonato com o segundo melhor central.
Foi anunciado para a temporada 2017-18 para compor a equipe do Vôlei UM Itapetininga para a disputa do Campeonato Paulista.Na temporada 2018-19 transfere-se para o Fiat/Minas.  
Foi convocado para seleção brasileira e disputou a edição dos Jogos Pan-Americanos de 2019 em Lima participando da conquista da medalha de bronze e permanece no Fiat/Minas para as competições de 2019-20.

## Títulos e resultados
- Superliga Brasileira A: 2015-16[5]
- Campeonato Mineiro:2019
- Campeonato Mundial Sub-23[13]

## Prêmios individuais
- 2º Melhor Central do Campeonato Mundial Sub-23 de 2017[13]